# Юридически заверенный перевод
Юридически заверенный перевод — перевод, выполненный сертифицированным переводчиком или заверенный в нотариальном порядке.

## Россия, Украинa
В России и на Украине не введён институт сертифицированных переводчиков, поэтому перевод, который в дальнейшем будет использован как официальный документ, как правило, заверяется у нотариуса. (Примечание: В отдельных, особо оговариваемых случаях, перевод может быть заверен лицами, наделенными правами нотариуса: консул, главный врач больницы, капитан корабля. Перевод, выполненный судебным переводчиком во время судебного заседания, заверяется судьёй. Перевод коммерческих документов может быть заверен ТПП.)
На Украине и в России перевод с нотариальным заверением — обычная практика бюро переводов и компаний по переводам и коммуникациям.

## Нотариальный перевод в России
Нотариальный перевод (нотариально заверенный перевод) — перевод документа, выполненный переводчиком и заверенный нотариусом. Переводчик обязан придерживаться официально-делового стиля.
В части нотариального перевода нотариус, опираясь на «Основы законодательства Российской Федерации о нотариате» Глава XIII. «Свидетельствование верности копий документов и выписок из них, подлинности подписи и верности перевода», вправе выполнить следующие нотариальные действия:
- свидетельствование верности копии документа
- свидетельствование подлинности подписи переводчика
- свидетельствование верности перевода документов с одного языка на другой — в этом случае предполагается, что нотариус владеет языком на который или с которого переводится документ и этот язык не является родным.